# Носырев, Даниил Павлович
Дани́ил Па́влович Но́сырев (4 мая 1915 — 12 февраля 1992) — деятель органов государственной безопасности СССР, генерал-полковник (1981). Начальник УКГБ по Ленинградской области (1969—1987), депутат Верховного Совета РСФСР, лауреат Государственной премии РСФСР имени братьев Васильевых (1983).

## Биография
Родился в селе Тюковка Воронежской губернии (ныне Борисоглебский городской округ, Воронежская область).
В 1932 году окончил школу-семилетку в Борисоглебске, в 1936 году — Борисоглебский автодорожный техникум, затем начал трудовую деятельность. В июле 1937 года стал прорабом на строительстве Уссурийской железной дороги.
В РККА с февраля 1938 года служил в войсках ВНУС (Забайкальский военный округ).
В январе 1940 года вступил в ВКП(б), в этом же году демобилизовался, работал главным инженером в управлении снабжения Ташкентской железной дороги.
С сентября 1940 года — в органах государственной безопасности. В августе 1941 года окончил Ташкентскую межкраевую школу НКВД.
Службу начал в должности оперуполномоченного Транспортного отдела НКВД Ташкентской железной дороги, в октябре 1941 года стал оперуполномоченным, затем заместителем начальника особого отдела (ОО) НКВД 53-й армии Среднеазиатского военного округа (САВО).
В августе 1942 года стал заместителем начальника ОО НКВД Советского транспортного управления в Тегеране. С января 1943 года — в органах контрразведки СМЕРШ, был заместителем начальника отделения ОКР СМЕРШ САВО. 11 февраля 1943 года Носыреву было присвоено звание «старший лейтенант госбезопасности». В январе 1946 года назначен на должность заместителя начальника ОКР СМЕРШ — ОКР МГБ 119-го стрелкового корпуса Туркестанского военного округа.
С декабря 1950 года проходил службу в Группе советских войск в Германии, стал заместителем начальника ОКР МГБ по 1-й гвардейской механизированной армии.
С июня 1951 года — начальник ОКР МГБ по 4-й гвардейской механизированной армии.
С июня 1952 года — заместитель начальника отдела 3-го Главного управления МГБ СССР.
С марта 1953 года — заместитель начальника отдела 3-го Управления МВД СССР.
С 26 марта 1954 года — заместитель начальника отдела 3-го Главного управления КГБ при СМ СССР, затем назначен на должность начальника отдела 3-го Главного управления КГБ при СМ СССР.
С августа 1957 года — заместитель начальника УОО КГБ по Группе советских войск в Германии. 18 февраля 1958 года Носыреву было присвоено звание генерал-майора.
С 14 октября 1961 года — начальник особого отдела КГБ по Ленинградскому военному округу.
3 сентября 1969 года назначен на должность начальника УКГБ по Ленинградской области, 5 сентября 1973 года стал членом Коллегии КГБ.
17 декабря 1969 года Носыреву было присвоено звание генерал-лейтенанта, 30 октября 1981 года — генерал-полковника.
Выступил в качестве главного консультанта фильма «20 декабря» (1981) производства киностудии «Ленфильм». Инициатор создания портретной галереи смершевцев.
С мая 1987 года в отставке.
Скончался 12 февраля 1992 года в Санкт-Петербурге. Похоронен на Серафимовском кладбище Санкт-Петербурга.

## Награды
- Орден Ленина (13 декабря 1977 года)
- Орден Октябрьской Революции (4 марта 1985 года)
- Два ордена Красного Знамени (30 октября 1967 года, 31 августа 1971 года)
- Орден Отечественной войны I степени (1945)
- Орден Отечественной войны II степени (28 октября 1943 года)
- Два ордена Трудового Красного Знамени (30 апреля 1975 года, 8 октября 1980 года)
- Орден Красной Звезды (25 июня 1954 года)
- Государственная премия РСФСР имени братьев Васильевых (1983) — за 4-серийный телевизионный художественный фильм «20 декабря»
- Медаль «100 лет освобождения Болгарии от Османского ига» (Болгария, декабрь 1978 года)
- 14 медалей